# 565-та фольксгренадерська дивізія (Третій Рейх)
565-та фольксгренадерська дивізія (Третій Рейх) (нім. 565. Volksgrenadier-Division) — піхотна дивізія народного ополчення (фольксгренадери) вермахту за часів Другої світової війни.

## Історія
565-та фольксгренадерська дивізія сформована 26 серпня 1944 року у ході 32-ї хвилі мобілізації у XIII військовому окрузі на навчальному центрі Міловіце (нім. Truppenübungsplatz Milovice) за рахунок частин піхотної дивізії «Мерен» та частково підрозділів 78-ї штурмової дивізії, розгромленої в Білорусі на Східному фронті. Але вже 15 вересня 1944 року її підрозділи пішли на доукомплектування 246-ї фольксгренадерської дивізії.

## Райони бойових дій
- Німеччина (серпень — вересень 1944)

## Командування

### Командири
- генерал-лейтенант Герман Вільк (нім. Hermann Wilck) (26 серпня — 15 вересня 1944)

### Склад
| 1944                                      |
| ----------------------------------------- |
| 1153-й гренадерський полк                 |
| 1154-й гренадерський полк                 |
| 1155-й гренадерський полк                 |
| 1565-й артилерійський полк                |
| 1565-та рота зв'язку                      |
| 1565-те дивізійне управління забезпечення |